# Trampoty páně Thompsonovy
Trampoty páně Thompsonovy (1907, L'agence Thompson and Co.) je dobrodružný román francouzského spisovatele Michela Verna, který bývá zařazován do cyklu jeho slavného otce, francouzského spisovatele Julesa Verna, Podivuhodné cesty (Les Voyages extraordinaires).
Autorem románu tedy není Jules Verne, jak je při vydávání knihy obvykle uváděno, ale jeho syn Michel, který román vydal pod otcovým jménem. Je však nutno přiznat, že Michel velice dobře vystihl otcův styl, logiku výstavy jeho románů i pro něj typické charaktery postav, takže se kniha dá považovat za velice zdařilý plagiát.

## Obsah románu

### Úvod románu
Příběh románu začíná v Londýně, kde Francouz Robert Morgan, který je bez peněz a bez zaměstnání (právě byl propuštěn z místa učitele francouzštiny), uvidí plakát, který nabízí práci průvodce a tlumočníka na cestě po třech souostrovích (Azory, Madeira a Kanárské ostrovy). Protože Morgan mluví plynně anglicky, španělsky a portugalsky, snadno tuto práci získá. V následujících dnech však Morgan uvidí plakát od konkurenční společnosti Thompson and Company, která nabízí stejnou cestu, ale za menší cenu. Obě cestovní kanceláře spolu soupeří tak dlouho, až Morganův zaměstnavatel musí boj vzdát. Vítězná Thompsonova agentura ovšem také potřebuje tlumočníka, a tak Morgan okamžitě najde ztracenou práci, avšak za daleko menší plat.

### Postavy románu
Na cestu pronajmul „šetrný“ majitel cestovní kanceláře, pan Thompson, letitý parník Seamew (Mořský racek) pod vedením typického mořského vlka, kapitána Pipa. Po vyplutí parníku se postupně seznamujeme s jednotlivými cestujícími. Při jejich představování je čtenáři velice brzy jasné, kdo stojí na straně dobra a kdo na straně zla. Především tu je mladá třiadvacetiletá vdova, Američanka Alice Lindsayová, se svou devatenáctiletou sestrou Dolly a se svým švagrem Jackem Lindsayem. Jack je bezcharakterní bídák, který se snaží sňatkem s Alicí získat peníze, které Alice zdědila po svém muži, protože svůj majetek promrhal. Když se mu tento plán nedaří, neštítí se pro dosažení cíle použít ani násilí, i kdyby měly obě sestry přijít o život. I další postava je jakoby vystřižená z originálních Vernových románů. Jde o veskrze kladného francouzského důstojníka na dovolené Rogera de Sorguese, který se na cestě stará o obě sestry, a po nějaké době se zamiluje do Dolly, zatímco Robert Morgan se zamiluje do Alice. Vysvitne také, že pan Thompson je dosti nezodpovědný podnikatel. Jednak nemá žádné zkušenosti s provozováním takovýchto výprav, jednak šetří kde může, takže problémy narůstají a cestovatelé jsou čím dál tím víc nespokojeni.

### Po ztroskotání
Děj románu nakonec vyvrcholí tím, že se parník Seamew kvůli špatnému stavu trupu poblíž Kapverdských ostrovů potopí. V závěrečném dramatu na africkém pobřeží na hranicích dnešní Mauretánie a Senegalu jsou trosečníci zajati beduíny, kteří za ně chtějí získat výkupné. Morgan je Lindsayem zraněn, když se snaží přivést pomoc od blízké francouzské posádky. Přesto se mu podaří vojáky přivést a v následném střetnutí je Jack Lindsay zastřelen. Na úplném konci románu pro čtenáře Michel Verne přichystal dvě šťastné svatby – Roberta Morgana s Alicí a Rogera de Sorguese s Dolly. Dobře nakonec dopadne i pan Thompson, který svým věřitelům a nespokojeným cestujícím šikovně unikne vyhlášením konkurzu.

## Ilustrace
Knihu Trampoty páně Thompsonovy ilustroval Léon Benett

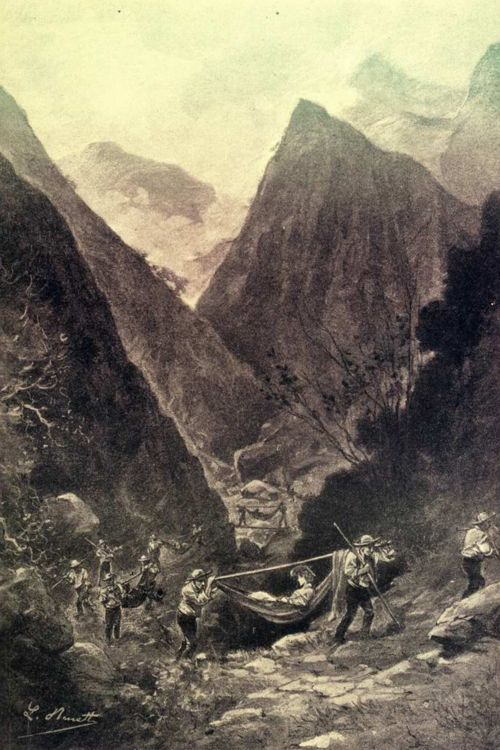
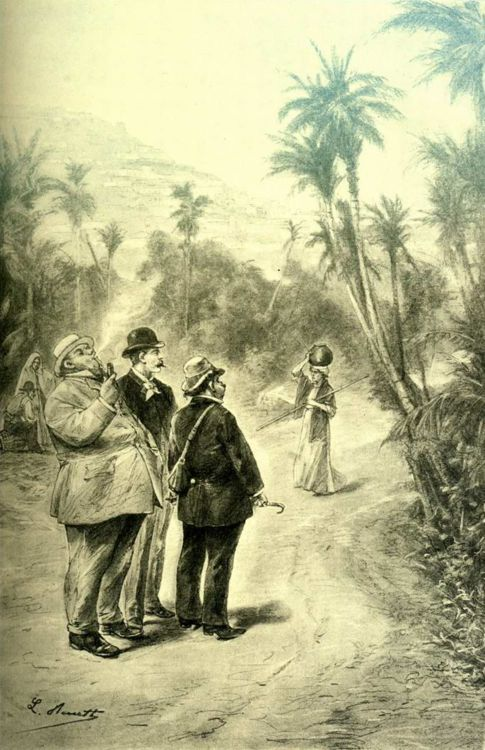
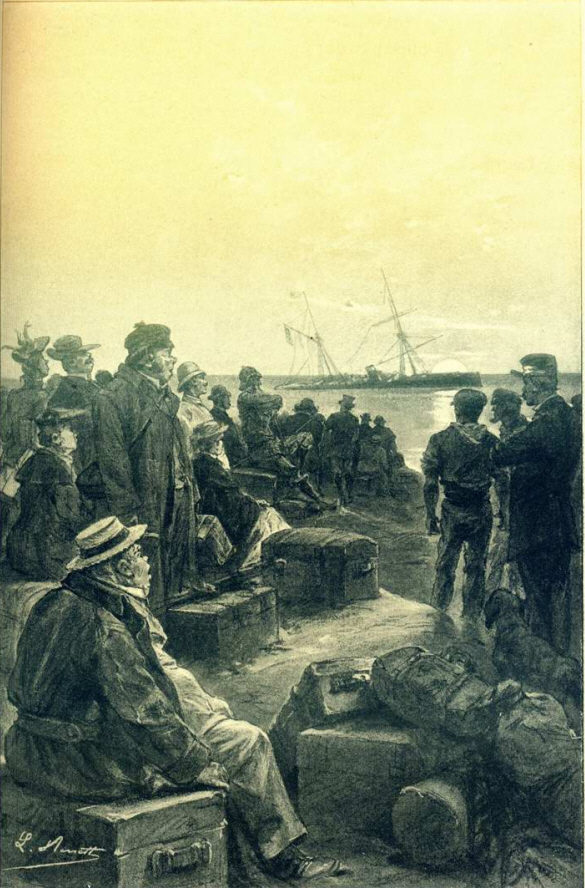
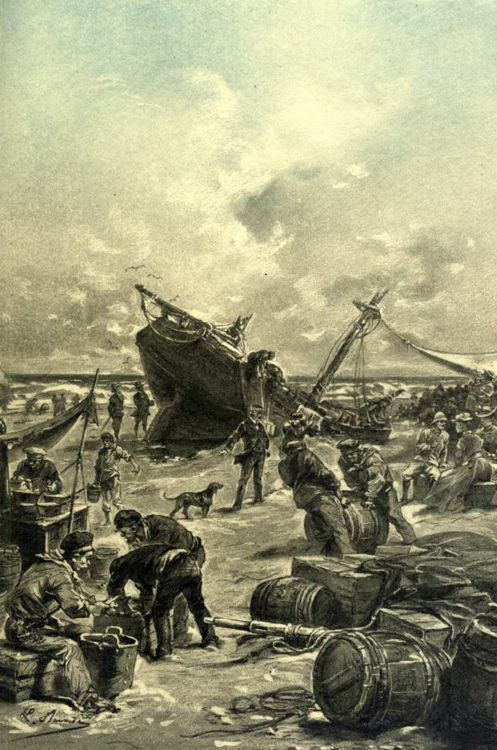
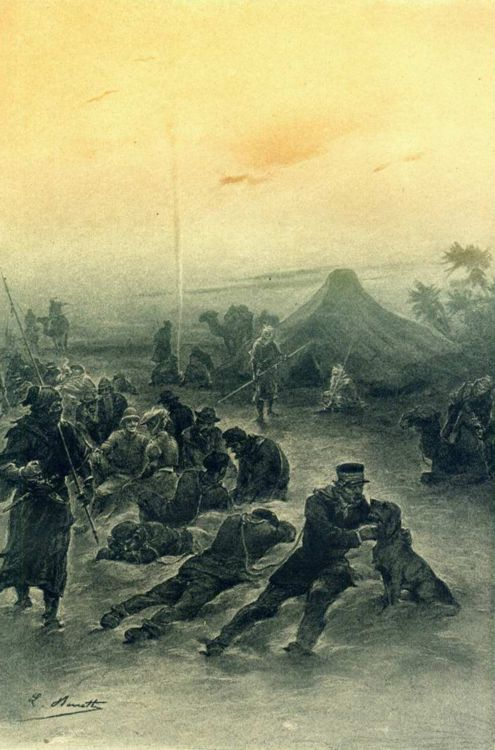

## Česká vydání
- Trampoty páně Thompsonovy, Josef R. Vilímek, Praha 1908, přeložil Lubomír Petr,
- Cestovní výprava Thompsonova, Eduard Beaufort, Praha 1916, přeložil Vítězslav Unzeitig,
- Trampoty páně Thompsonovy, Josef R. Vilímek, Praha 1925, přeložil Lubomír Petr, Dostupné online.
- Trampoty pana Thompsona, Mustang, Plzeň 1995,
- Trampoty páně Thompsonovy, Návrat, Brno 1995, přeložil Lubomír Petr.